# Harald Klak

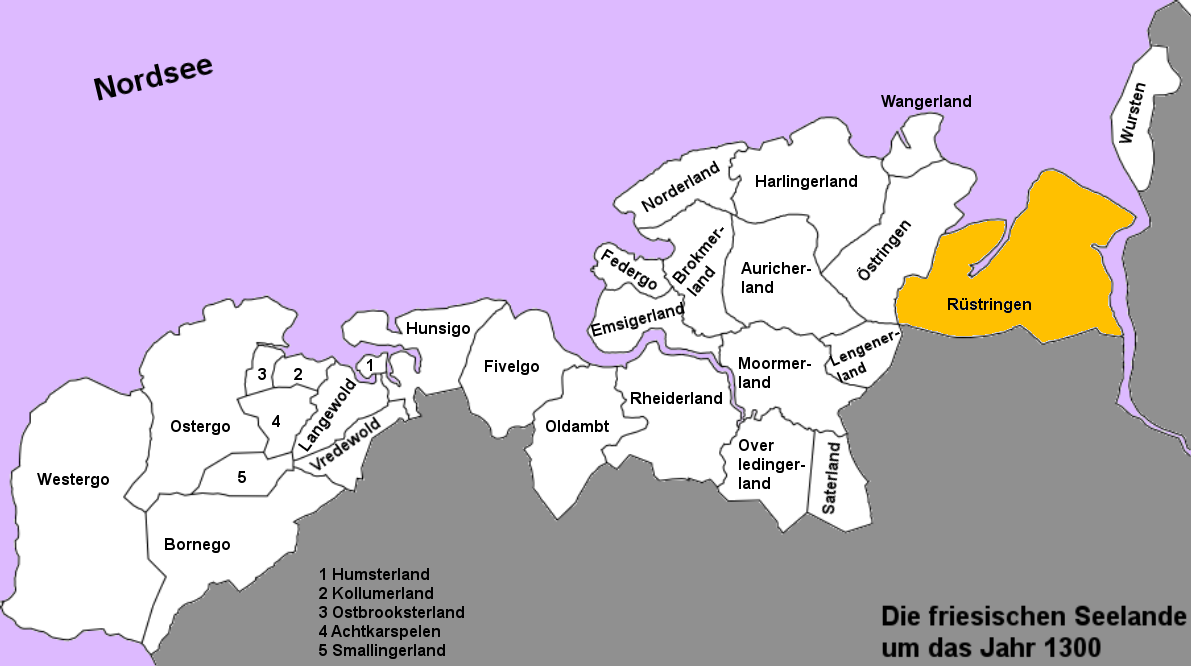
Rüstringen; av 800-talets område ligger nu en stor del i Jadebusen.

Harald Klak, död efter 828, var en dansk småkung på Jylland i olika perioder mellan 812 och 827. Harald Klak var son till Halvdan, som år 807 hade anförtrott sig Karl den store. Enligt legenden ska han också ha bott i trakterna kring den skånska byn Klagstorp som lär vara uppkallad efter honom.
Harald och hans bröder blev kung efter tronstrider som följde på mordet på Godfred år 810, men han fördrevs år 813 av Godfreds söner. Året därpå anförtrodde han sig till Ludvig den fromme. År 815 lät Ludvig saxare och obodriter genomföra en invasion i Danmark, men Godfreds söner lyckades undvika en direkt konfrontation, och Harald fick vänta i exil i Sachsen. År 819 gjordes ett nytt försök, och nu blev Harald accepterad som medhärskare av två av Godfreds söner, medan två andra flydde landet. Tre år senare reste Ebo av Reims upp till Danmark för att missionera. 
Harald döptes 826 i Mainz, Rheinland-Pfalz, Tyskland. "Sommaren 826 kommer en dansk kung som heter Harald Klak seglande uppför Rehn med sin familj. Kejsaren Ludvig den fromme har övertalat honom att låta döpa sig och står själv fadder vid dopet, som äger rum i Mainz under högtidliga former." Kejsarinnan Judith var gudmor åt Haralds fru, och kronprins Lothar I var fadder åt Haralds son Godfred. Harald återvände till Danmark med Ansgar i sitt följe, men fördrevs året därpå igen av Godfreds söner. Han slog sig ned i Rüstringen, ett grevskap mellan Weser och Ems, som han hade fått i lån av kejsaren. Efter 829 blir det tyst om Harald.
Enligt en uppgift dog Harald omkring 840. Efter 840 förekommer en Harald (död innan 850) i källorna som är bror till Rorik. Vissa forskare har identifierat honom med Harald Klak, men antagligen är dessa två bröder hans brorsöner. Det är möjligt att Harald Klak var den Harald som frankiska stormän i Ludvig den tyskes rike lät döda år 852, på grund av misstänkt samröre med danskarna.